# Hoffmann-La Roche
F. Hoffmann-La Roche AG (někdy zkráceně Hoffmann-La Roche nebo jen Roche) je mezinárodní farmaceutická společnost, která sídlí ve švýcarském městě Basilej. V roce 2013 jí patřilo 3. místo mezi největšími farmaceutickými a biotechnologickými společnostmi na světě (z hlediska tržeb).

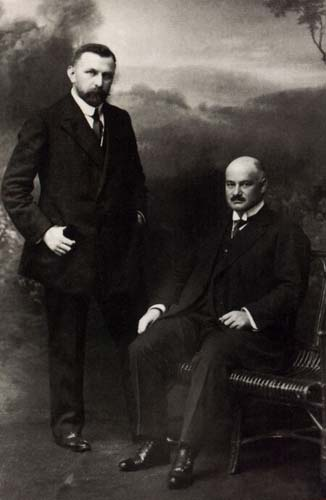
Fritz Hoffmann-La Roche (vpravo) a Emil Barell

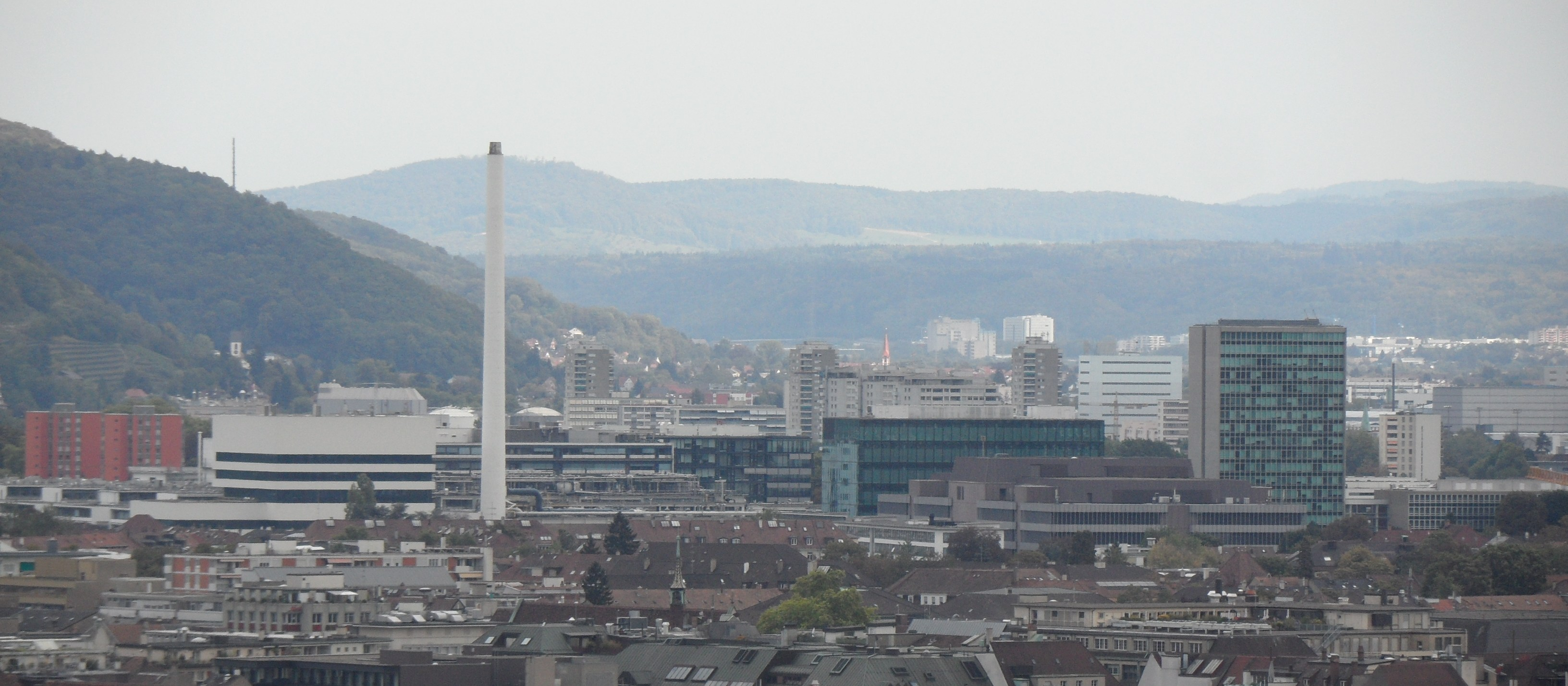
Areál firmy Roche v Basileji (2011)

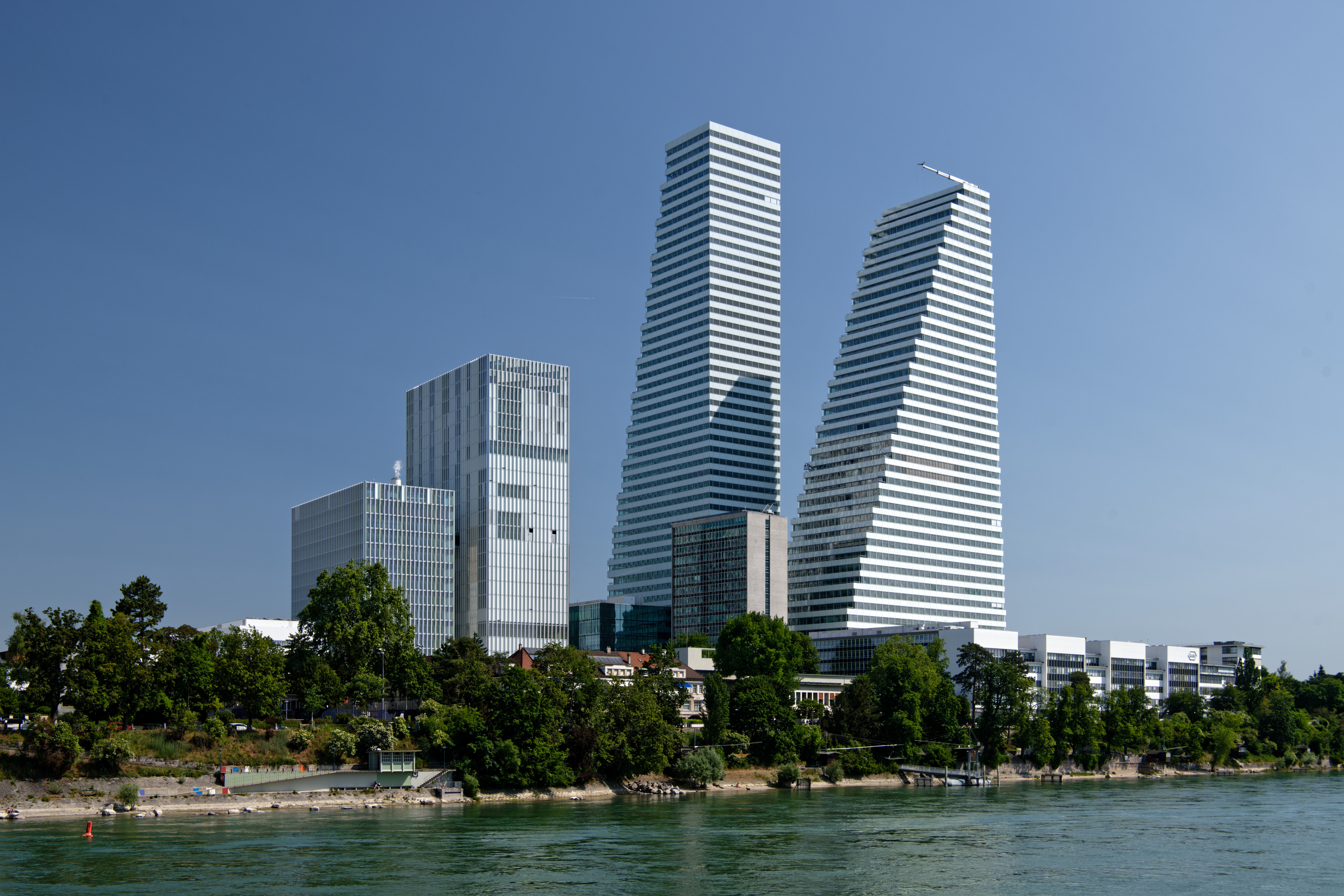
Sídlo firmy v Basileji (2023; „věže“ postaveny v r. 2015, resp. 2022)

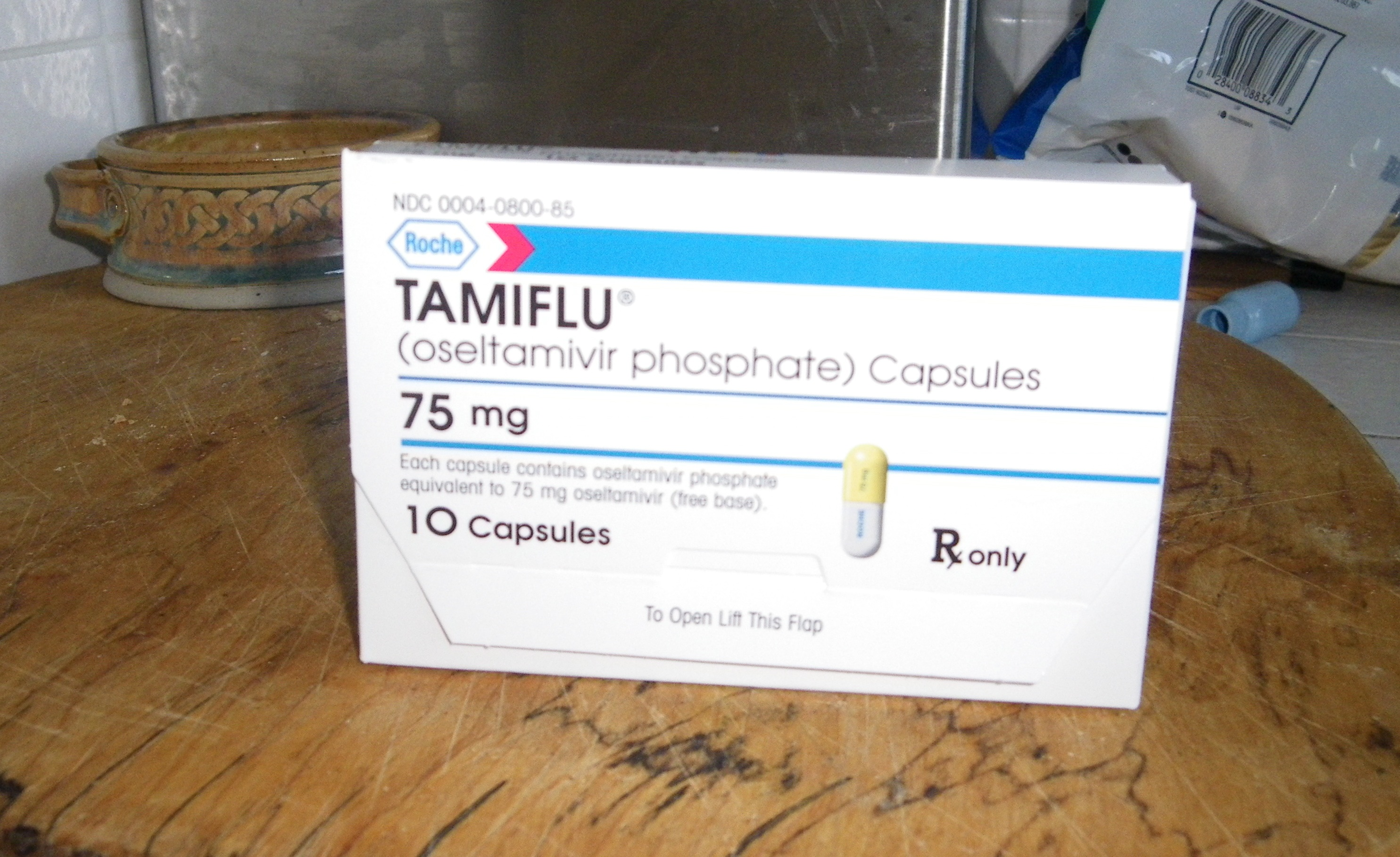
Lék Tamiflu

## O společnosti
Firma byla založena roku 1896 Fritzem Hoffmannem-La Roche. Společnost se brzy stala známou především pro výrobu vitamínů a sedativ. V současnosti se její farmaceutická a diagnostická centra nachází po celém světě (např. v USA, Velké Británii, Německu, Kanadě, Indii, Brazílii, Jižní Africe nebo Itálii). Roche má obchodní zastoupení ve 150 zemích světa.
Roche je také významným inovátorem. Do výzkumu a vývoje investuje ročně zhruba 10,2 miliardy dolarů. Podle žebříčku Global Innovation 1 000 jí patří z hlediska peněz investovaných do výzkumu 3. místo na světě za společnostmi Volkswagen a Samsung.

## Historie
- 1. říjen 1896: Založena společnost F. Hoffmann-La Roche.
- 1897–1912: Prudký rozvoj, založeny nové továrny ve městech Grenzach (1897), Paříž (1903), New York (1905), Vídeň (1907), Londýn (1908), Petrohrad (1910) a Jokohama (1912).
- 1919: Přeměna firmy na akciovou společnost.[4]
- 1929: Vzniká americká pobočka Roche. Sídlo pobočky je ve čtvrti Nutley v New Jersey.
- 1934: Roche jako první masově vyrábí vitamín C pod názvem Redoxon.[5]
- 1963: Roche uvádí na trh léčivo diazepam pod obchodním názvem Valium.
- 1971: Otevřen Basilejský ústav pro imunologii.
- 1980: Začátek spolupráce s firmou Genentech. Vstup do odvětví genetického inženýrství.
- 1976: Havárie továrny dceřiné společnosti Givaudan v italském městě Seveso.
- 1992: Založena pražská pobočka Roche Czechoslovakia.[6]
- 1994: Do skupiny Roche byla integrována firma Laboratorios Syntex SA.
- 2000: Roche uvádí na trh léčivo proti chřipce oseltamivir pod obchodním názvem Tamiflu.
- 2002: Zisk rozhodujícího podílu (cca 52%) v japonské společnosti Chugai Pharmaceutical.[7]
- 2008: Roche převzala Ventana Medical Systems.
- 2009: Roche plně získává firmu Genentech.[8]
- 2011: Roche kupuje firmu Anadys Pharmaceuticals.

## Firemní struktura
Firma Roche je veřejně obchodovaná, holdingová společnost. Je rozdělena na dvě divize – farmaceutickou a diagnostickou. Farmaceutická divize je tradičním světovým lídrem v oblasti léčby onkologických a autoimunitních chorob. Její diagnostická divize se soustřeďuje na in vitro diagnostiku a histologickou diagnostiku zhoubných onemocnění.

## Roche Česká republika
Po Sametové revoluci, v roce 1992, byla založena pražská pobočka Roche Czechoslovakia.[chybí lepší zdroj] Ta se o rok později přejmenovala na Roche Česká republika[zdroj?] a přeorientovala své aktivity jen na Českou republiku. Ve stejné době vznikla také samostatná pobočka firmy na Slovensku. Prvním ředitelem Roche Česká republika byl až do roku 1997 Ivo Filípek. Od roku 2000 je generálním ředitelem českého zastoupení firmy Roche Tomáš Votruba, který na této pozici vystřídal Dragana Soljakovského. Vedoucí diagnostické divize je v současné době Tatiana Godarska. Společnost dosáhla v roce 2012 tržeb ve výši 3,533 miliardy Kč. V roce 2015 zaměstnávala firma kolem 190 zaměstnanců.

## Léčiva
Roche se soustředí na vývoj nových patentovaných léčiv. Její produkty vynikají hlavně v oblasti onkologie. Nezanedbatelné jsou i léky k léčbě AIDS. Firma je známá i výrobou známých vitamínů nebo preparátů sloužících k léčbě metabolických poruch.
| Obchodní název | Účinná látka          | Léčba                                                                 | Rok uvedení na trh |
| -------------- | --------------------- | --------------------------------------------------------------------- | ------------------ |
| Avastin        | Bevacizumab           | Pokročilé nádory (např. prsu, plic a ledvin)                          | 2005 resp. 2007    |
| Bonviva        | Kyselina ibandronová  | Osteoporóza u žen po menopauze                                        | 2004               |
| Fuzeon         | Enfuvirtid            | AIDS                                                                  | 2003               |
| Herceptin      | Trastuzumab           | Rakovina žaludku a prsu                                               | 1998               |
| Gazyva         | Obinutuzumab          | Chronická lymfocytární leukémie                                       | 2013               |
| Kadcyla        | Trastuzumab emtansin  | pokročilý karcinom prsu                                               | 2013               |
| Lariam         | Meflochin             | Malárie                                                               | 1984               |
| MabThera       | Rituximab             | Chronická lymfatická leukémie a revmatoidní artritida                 | 2006               |
| Pegasys        | Peginterferon alfa-2a | Chronická hepatitida B a chronická hepatitida C                       | 2002               |
| Perjeta        | Pertuzumab            | Karcinom prsu                                                         | 2013               |
| RoActemra      | Tocilizumab           | Revmatoidní artritida a juvenilní idiopatická artritida               | 2009               |
| Tamiflu        | Oseltamivir           | Chřipka                                                               | 2000               |
| Tarceva        | Erlotinib             | Rakovina plic a rakovina pankreatu                                    | 2005 resp. 2007    |
| Valcyte        | Valganciklovir        | CMV infekce sítnice v oku (retinida) u pacientů s AIDS                | 2002               |
| Xeloda         | Kapecitabin           | Rakovina tlustého střeva nebo konečníku popř. pokročilá rakovina prsu | 2001               |
| Zelboraf       | Vemurafenib           | Rakovina kůže                                                         | 2012               |

## Vedení a hospodaření firmy
Nejvýznamnějšími akcionáři jsou členové rodiny Hofmann-Oeri, kteří vlastní většinu (cca 50,1 %) hlasovacích práv ve firmě. Jejich podíl na akciích společnosti tvoří asi 9,3 %. V představenstvu společnosti má tato rodina 2 své zástupce, kterými jsou André Hoffmann (místopředseda) a Dr. Andreas Oeri.
Předsedou představenstva korporace je Christoph Franz, generálním ředitelem je Dr. Severin Schwan, finančním ředitelem Dr. Alan Hippe a provozními řediteli jednotlivých divizí Daniel O'Day (farmaceutická) a Roland Diggelmann (diagnostická). Dalšími významnými lidmi ve vedení Roche je například personální ředitelka Silvia Ayyoubi nebo CEO společnosti Chugai Pharmaceutical Osamu Nagayama.
Firma měla v roce 2014 tržby 47,46 miliard CHF (+1,5 %) a čistý zisk 9,54 miliard CHF (-16,1 %). Společnost má v současnosti asi 88 509 zaměstnanců.